# Unterstenhof
Unterstenhof ist eine Ortschaft in der Gemeinde Wipperfürth im Oberbergischen Kreis im Regierungsbezirk Köln in Nordrhein-Westfalen (Deutschland).

## Lage und Beschreibung
Der Ort liegt im Südosten der Stadt Wipperfürth an der Kreisstraße K39. In Unterstenhof mündet der Freihäuschen Bach in den Gaulbach. Nachbarorte sind Freihäuschen, Grennebach und Dohrgaul.
Der Ort gehört zum Gemeindewahlbezirk 142 und damit zum Ortsteil Dohrgaul.

## Geschichte
Die Karte Topographia Ducatus Montani aus dem Jahre 1715 zeigt am Platz von Unterstenhof einen mit „Freyhof“ markierten Hof und ein Mühlensymbol. Eine eigenständige Ortsbezeichnung erfolgt jedoch nicht. Die Topographische Aufnahme der Rheinlande von 1825 zeigt auf umgrenztem Hofraum unter dem Namen „Unterste Hof“ vier getrennt voneinander liegende Grundrisse. Ab der topografischen Karte der Jahre 1894 bis 1896 wird der heute gebräuchliche Ortsname Unterstenhof verwendet.

## Busverbindungen
Über die Haltestelle Dohrgaul der Linien 333 und 399 (VRS/OVAG) ist Unterstenhof an den öffentlichen Personennahverkehr angebunden.

## Wanderwege
Der vom SGV ausgeschilderte Rundwanderweg A4 führt südlich an der Ortschaft vorbei.